# Franken (statek)
t/s Franken – niemiecki tankowiec o napędzie spalinowym z okresu II wojny światowej, zatopiony 8 kwietnia 1945 roku przez radzieckie lotnictwo w odległości kilku mil morskich na południowy wschód od Mierzei Helskiej.

## Historia
Budowę rozpoczęto w 1937 w stoczni Deutsche Werke Kiel. Kadłub zwodowano 8 marca 1939. Po wybuchu wojny prace nad nim prowadzone były wolno i tylko wówczas, gdy stocznia nie miała pilniejszych prac. W 1942 Franken został odholowany do stoczni Burmeister & Wain w Kopenhadze, gdzie został ukończony. Zamontowano na nim 4 silniki spalinowe z 9 cylindrami każdy oraz dwie śruby o stałym skoku. Uzbrojony został w 3 działa kal. 150 mm, 16 działek przeciwlotniczych kal. 20 mm i 2 działka przeciwlotnicze kal 37 mm. Mógł on zabrać 9 500 ton różnego rodzaju paliw, posiadał m.in. zbiorniki na paliwo lotnicze i był przystosowany do tankowania różnych jednostek. Posiadał 13 dużych zbiorników, w których miał rozmieszczone paliwo o różnych gęstościach, zarówno paliwo okrętowe do silników Diesla, jak i paliwo ciężkie używane do zasilania kotłów. Został wcielony do służby 17 marca 1943 roku. Tankowiec operował tylko na Morzu Bałtyckim, m.in. jako zaopatrzeniowiec dla krążownika Prinz Eugen, jednostek torpedowych i trałowych, dostarczał również paliwa dla jednostek uczestniczących w Operacji Hannibal.

## Dane techniczne
- Długość między pionami Lpp 175,00 m
- Długość całkowita Lc 179,00 m
- Szerokość na owrężu 22 m
- Zanurzenie 10,2 m
- Wyporność 22 850 t
- Załoga 94-208 osób[2]

## Położenie
Statek miał 179 m długości. W efekcie ataku radzieckich samolotów szturmowych Ił-2 doszło do pożaru i pęknięcia kadłuba, który rozpadł się i leży obecnie w częściach na dnie Zatoki Gdańskiej. Rufa wraz ze śródokręciem jednostki oddalona jest o ok. 420 m od dziobu. Najdłuższy zachowany w całości fragment jednostki liczy ponad 130 m długości. Jednostka znajduje się od 47 do 72 metrów pod powierzchnią wody, na pozycji 54° 32’ 18,60" N 18° 57’ 58,90" E.

## Zagrożenie dla środowiska naturalnego
W czerwcu 2018 Instytut Morski w Gdańsku i Fundacja MARE opracowały raport, z którego wynika że w ciągu kilku najbliższych lat skorodowany wrak może się rozpaść i spowodować wyciek od 1,5 do 5 milionów litrów paliwa (głównie mazutu) zgromadzonego w ocalałych 5 (spośród 13) zbiornikach jednostki, a w konsekwencji katastrofę ekologiczną na polskim wybrzeżu. Z zachowanych dokumentów wynika, że statek zatankowany został przez inny tankowiec kilka dni przed ostatnim rejsem, bezpośrednio przed zatopieniem nie przekazywał paliwa innym jednostkom, a na pokładzie znajdowało się 3 136 metrów sześciennych paliwa. Jego wyciek spowodować może skażenie plaż leżących w odległości od 10 do 25 km od miejsca zalegania statku, to jest na całym obszarze Zatoki Gdańskiej od Piasków do Helu. Przeprowadzone badania gruntu w najbliższym sąsiedztwie tankowca wykazały, że doszło tam już do dużego zanieczyszczenia środowiska, a normy dla niektórych toksycznych i rakotwórczych substancji zostały przekroczone kilkaset razy.
W 2019 gdańska delegatura Najwyższej Izby Kontroli rozpoczęła analizę zagrożeń wiążących się z zaleganiem na dnie Bałtyku około 100 wraków z zatopioną bronią chemiczną lub paliwem. Po zdiagnozowaniu problemu planowane jest przeprowadzenie kontroli służb i instytucji odpowiedzialnych za bezpieczeństwo i środowisko morskie (urzędów morskich, Ministerstwa Środowiska oraz Gospodarki Morskiej i Żeglugi Śródlądowej, urzędu Generalnego Inspektora Ochrony Środowiska) pod kątem podjętych działań wobec zatopionych materiałów oraz szacowania ryzyka wystąpienia skażeń.
Z opublikowanego w 2020 raportu NIK wynika, że wrak "Franken" obok zatopionego w Zatoce Puckiej statku "Stuttgart" stwarza największe zagrożenie katastrofą ekologiczną na polskim wybrzeżu.